# Koninklijke Fanfare Sint-Cecilia De Zwaan Lichtervelde
De Koninklijke Fanfare Sint-Cecilia-De Zwaan is een fanfare uit de Belgische gemeente Lichtervelde. De fanfare werd gesticht op 15 november 1807 en is een van de oudste actieve muziekverenigingen in België. De fanfare telt 45 muzikanten en repeteert elke vrijdagavond in haar lokaal De Zwaan op de Markt in Lichtervelde. De fanfare beschikt over een jeugdensemble (Ferventis), een majorettegroep en een trommelkorps. Onder dezelfde vzw vallen de dansgroep De Zwaantjes en de toneelkring Willen is Kunnen. De vaste dag voor het voorjaarsconcert is de vierde zaterdag van april. Het Ceciliafeest wordt het eerste weekend van november gevierd.

## Geschiedenis

### 1830-1914
De fanfare kende moeilijke perioden tussen 1830 en 1850, maar overleefde en kwam tot bloei. In 1879 brak een donkere periode aan doordat een tweede muziekvereniging gesticht werd. Milde schenkers zorgden ervoor dat de fanfare de klap te boven kwam en dat ze aan de vooravond van de Eerste Wereldoorlog een nooit geziene werking kende. In 1913 werd ze als een van de eerste in de streek als Koninklijke Vereniging erkend. Ze telde toen 55 muzikanten.

### 1918-1980
De Eerste Wereldoorlog legde de werking stil en dunde de rangen uit. Na Wapenstilstand kwam de vereniging snel op straat om de bevrijding te vieren. Chef Louis Puppynck leidde in het interbellum de fanfare en bracht ze op hoog niveau. De Tweede Wereldoorlog bracht de fanfare weinig goeds. Tot in de jaren 60 kwamen er dirigentenwissels, tot in 1961 de Roeselarenaar Roger Muylle de fanfare in vijf jaar tijd van niet-geklasseerd tot in de ereafdeling bracht. De fanfare werd een te duchten tegenstander in stapmarsenwedstrijden en behaalde steeds ereplaatsen.

### 1980-2000
In 1980 promoveerde de fanfare naar de pas opgerichte superieure afdeling. Het zich handhaven in deze afdeling bleek een te zware opdracht en de fanfare zette een stap terug. Na bijna 30 jaar dirigentschap legde Roger Muylle het dirigeerstokje in 1990 aan de kant. Paul Tytgat, uit eigen rangen, volgde hem op tot in 1998. Wim Belaen uit Meulebeke werd zijn opvolger. Met deze dirigent werden schitterende resultaten behaald : kampioen van West-Vlaanderen fanfare ere-afdeling in 2000, vicekampioen van België in 2001 in dezelfde afdeling, laureaat op het provinciaal muziektoernooi bij de fanfares in Uitmuntendheid in 2003.

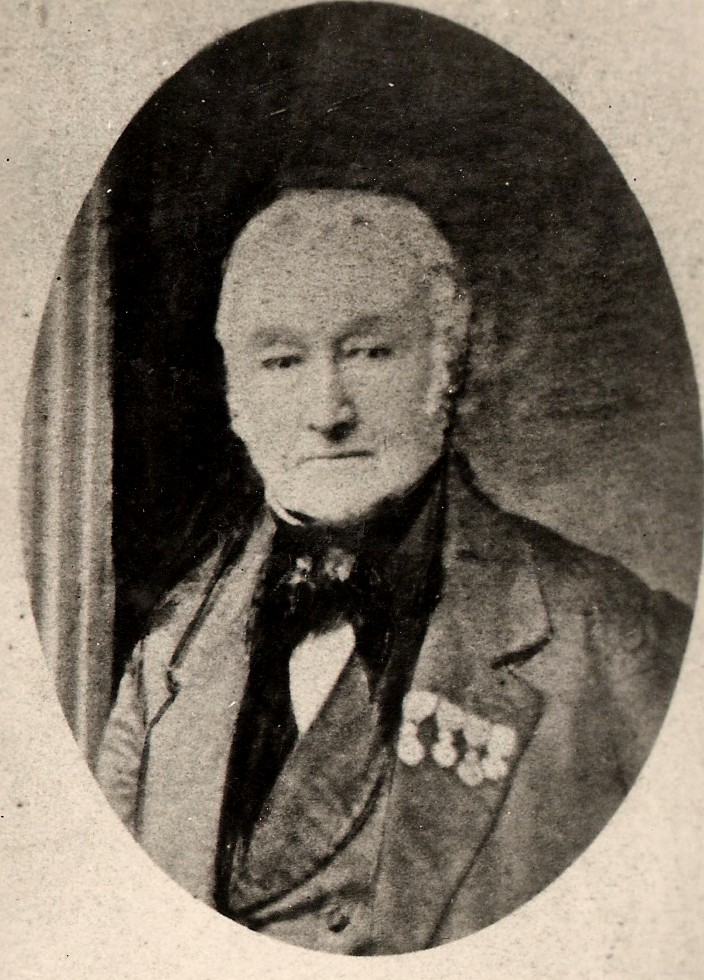
Michiel Surmont was de eerste burgemeester van Lichtervelde in het koninkrijk België en de eerste fanfarevoorzitter tussen 1840 en 1850.

### Heden
In januari 2005 nam de fanfare deel aan het festival van de stad Praag en haalde er een gouden medaille met 92,8%. In februari 2005 werd de fanfare nationaal Vlamokampioen. In 2007 vierde de fanfare het 200-jarig bestaan met een totaalspektakel met meer dan 100 mensen op het podium. In oktober 2008 nam de fanfare deel aan de Vlamowedstrijd voor ereafdeling en werd zij opgenomen in de Ere-afdeling met 85,3%. In september 2009 won ze het Herfstmuziekfestival van Izegem met 92,3%. In 2011 werd de 23-jarige Wouter Vercruysse de nieuwe dirigent. De fanfare behaalde in 2014 de titel van provinciaal geselecteerd ensemble en won brons op de Open Nederlandse Fanfarekampioenschappen, derde afdeling, in 2016 met 88%. In 2018 kreeg de fanfare; na een kort intermezzo met Christophe Vercruysse,  haar eerste vrouwelijke dirigent ooit, Mieke De Meyer.

## Dirigenten

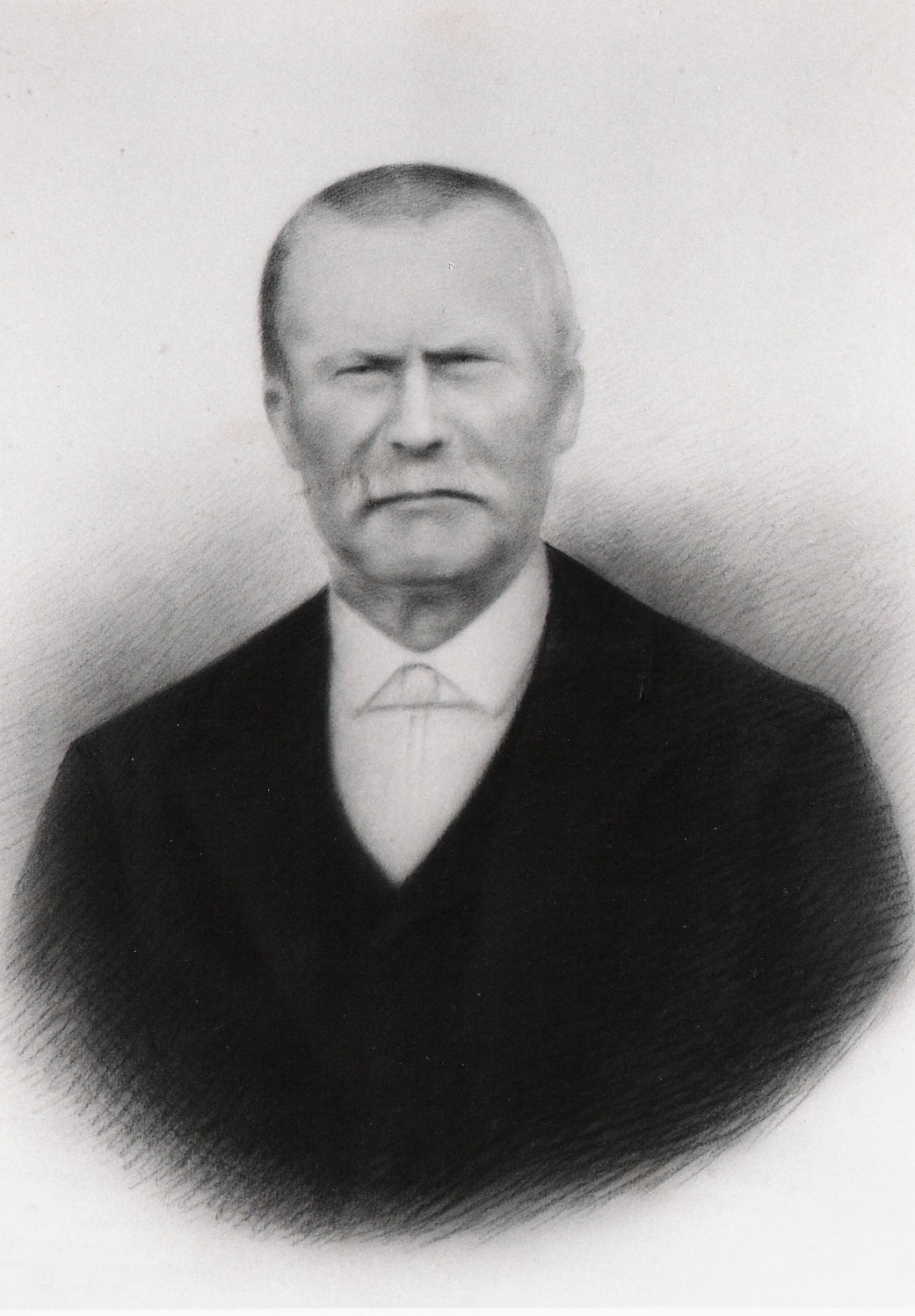
Xavier Kerkhofs, was burgemeester van Lichtervelde en voorzitter van de fanfare tussen 1894 en 1902.

- 1880-?: Alphonse Doutrepont
- 1886-1895: Frantz Brogniez
- 1895-1917: Emiel Reynaert
- 1921-1950: Louis Puppynck
- 1950-1951: Honoré Janssens
- 1951-1955: Alfons Vergracht
- 1955-1961: Albert Lefebvre
- 1961-1989: Roger Muylle
- 1990-1998: Paul Tytgat
- 1998-2011: Wim Belaen
- 2011-2017: Wouter Vercruysse
- 2017- 2018: Christophe Vercruysse
- 2018- ...: Mieke De Meyer

## Voorzitters
- Michiel Surmont: 1840-1850
- Louis Vandekeere: 1850-1853
- Eduard Vandezande: 1853-1874
- Victor Demunster: 1874-1877
- Pieter Goddyn: 1877-1880
- Désiré Devisschere: 1880-1881
- Amand Devos: 1881-1885 (waarnemend ondervoorzitter)
- Ivo Goddyn: 1885-1892
- Arthur Beer 1892-1894
- Xavier Kerkhofs: 1894-1902
- Achiel Depuydt: 1902-1946
- Henri Mattan: 1946-1964
- Marcel Colpaert: 1964-1973
- Georges Vandewalle: 1973-1996
- Gilbert Huyghe 1996-